# PayMe
PayMe是香港上海滙豐銀行有限公司提供的智能手機支付服務。

## 歷史
PayMe於2017年2月7日推出，為香港首個「個人對個人」的智能手機轉帳應用程式，支援跨行轉賬；但是不少用戶均反映甫上架，便出現多種問題。
在2019年6月，PayMe與香港本地電子商務平台香港電視購物網絡合作。
在2022年5月，香港政府表示將會加入PayMe為第二階段協助發放消費券的儲值支付工具營辦商之一。
截至2022年11月，該服務擁有約290萬個人用戶，在消費支付市場有五成市佔率，且有逾34,000家網上及實體商戶使用。

## 版本

### 個人版
目前，PayMe僅適用於擁有本地電話號碼和銀行的香港用戶。
用戶可以透過手機號碼、專屬連結或專屬二維條碼，向商戶付款及其他用戶相互轉賬。
此外，PayMe的用戶可以使用與信用卡或（任何本地）銀行賬戶相關聯的移動應用程式向企業付款及向其他用戶相互轉賬。

### 商戶版
PayMe於2019年開拓商戶版，提供商戶付款平台將服務擴展至「個人對商戶」。
消費者只需要掃描商戶展示的二維條碼，即可在全港多個零售及網上商戶消費、付款，例如7-Eleven、麥當勞、DON DON DONKI、foodpanda、HKTV Mall及萬寧等。

## 廣告及代言人
| 年份   | 代言人                                        | 內容                          | 備註        |
| ------ | --------------------------------------------- | ----------------------------- | ----------- |
| 2019年 | MIRROR（姜濤、王智德、邱傲然、江𤒹生）與ERROR | PayMe Challenge:Pay得醒大激鬥 | [ 6 ]       |
| 2021年 | 姜濤                                          | PayMe全民錢包 好賞全城派      | [ 7 ] [ 8 ] |
| 2022年 | 姜濤、王菀之、邱彥筒、許軼與YouTuber 雞丁     | PayMe「群組利是」電視廣告     | [ 9 ]       |

## 流行文化
PayMe在2021年香港電影《總是有愛在隔離》中被提及。
大約30分鐘的時候，張智霖飾演的雷公要求另一位酒店客人給他的利是，以加入黑社會，而客人問他是否能用PayMe付款。